# Jodie Cooper
Jodie Cooper (Albany, Australia Occidental, 4 de mayo de 1964) es una ex campeona de surf australiana. Ganó 13 eventos internacionales de surf, incluidos títulos en Australia, Japón, Hawái y Estados Unidos continental y fue subcampeona en otras 13 ocasiones entre 1983 y 2002. A pesar de sus éxitos en eventos, nunca ganó el título mundial femenino.
Cooper empezó como amateur en 1981 y en 1983 se hizo profesional con un segundo puesto en el Bells Beach Surf Classic de Victoria. A finales del año siguiente era la número cuatro del mundo. A principios de 1985 logró su primera victoria como profesional en Huntington Beach (California) y más tarde ganó la Copa del Mundo de Hawái. Tras varios segundos y terceros puestos, terminó el año en el segundo puesto de la clasificación mundial.
Abandonó el circuito mundial en 1994 y, tras sufrir una lesión de espalda, se retiró en 2002, tras haber ganado 148.685 dólares en premios en su carrera, lo que la situó en el puesto 11 de la lista de ganancias de todos los tiempos, en ese momento.
El premio Jodie Cooper (concedido por primera vez en 1999) se otorga a la surfista femenina del año de Australia Occidental. En 1994 fue nombrada miembro vitalicio de la Asociación de Profesionales del Surf y en 2001 ingresó en el Salón de Campeones de Australia Occidental.
Se declaró lesbiana y se convirtió en la primera surfista abiertamente homosexual del World Tour.